# 阿爾梅達 (博亞卡省)
阿爾梅達是哥倫比亞的城鎮，位於該國東北部，由博亞卡省負責管轄，距離首府通哈125公里，始建於1806年，面積57平方公里，海拔高度2,048米，2005年人口2,171。
4°58′N 73°23′W / 4.967°N 73.383°W